# Brachiaria reptans
Brachiaria reptans là một loài thực vật có hoa trong họ Hòa thảo. Loài này được (L.) C.A.Gardner & C.E.Hubb. mô tả khoa học đầu tiên năm 1938.